# مدفعية ميدانية

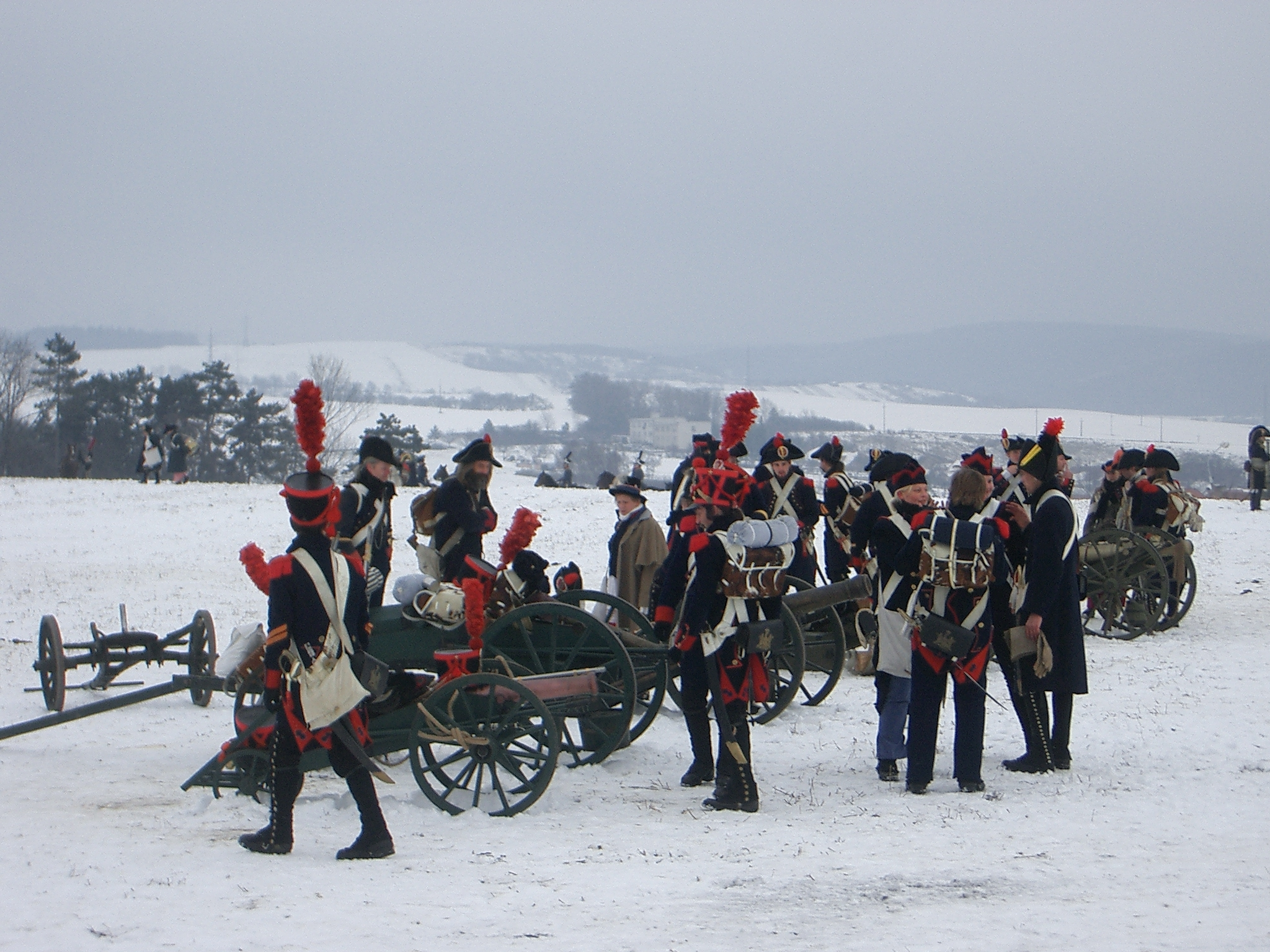
بطارية مدفعية تابعة لقوات نابليون. الصورة مأخوذة من الاحتفالية المئوية الثانية بالانتصار في معركة أوسترليتز في 1805.

مدفعية الميدان هي فئة من المدفعية المتنقلة المستخدمة لدعم الجيوش في الميدان. تخصص هذه الأسلحة للتنقل والكفاءة التكتيكية وإصابة الأهدات ذات المدى البعيد أو القصير أو البعيد جداً.